# 塔布內區
52°46′N 78°46′E / 52.767°N 78.767°E
塔布內區（俄语：Табунский район），是俄羅斯的一個區，位於該國南部，由阿爾泰邊疆區負責管轄，面積1,960平方公里，2010年該區人口10,057，人口密度每平方公里5.13人。